# Hespérie des Cyclades
Pyrgus melotis
Espèce
L’Hespérie des Cyclades, Pyrgus melotis, est une espèce de lépidoptères (papillons) de la famille des Hesperiidae, de la sous-famille des Pyrginae et du genre Pyrgus.
- Envergure : 13 à 14 mm.
- Période de vol : mai à septembre, au moins deux générations.
- Répartition : Grèce, Asie Mineure, Moyen-Orient.
- Habitat : rocaille.